# Olivier Mannoni

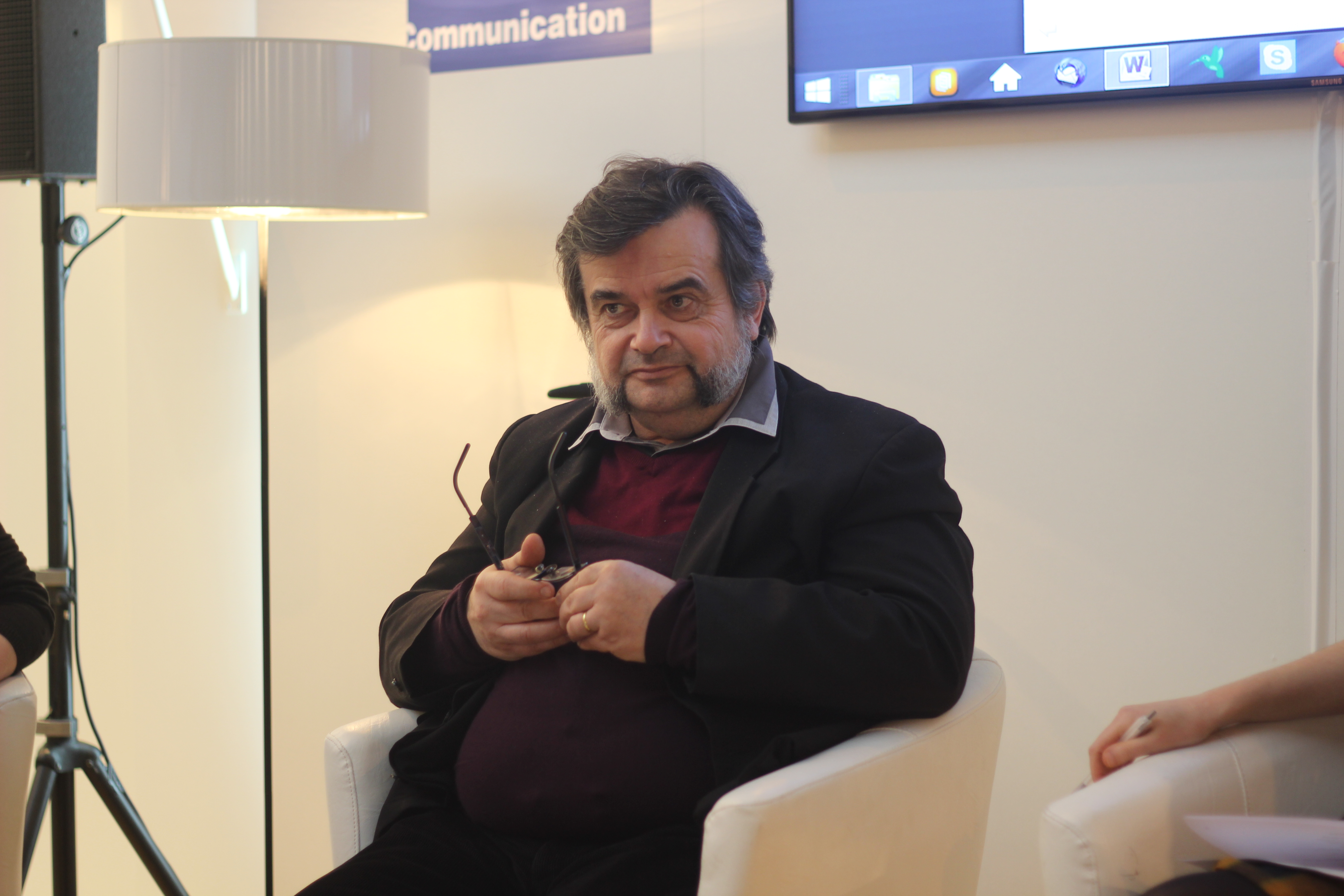
Olivier Mannoni (2015)

Olivier Mannoni (geboren 14. September 1960 in Tours) ist ein französischer Übersetzer.

## Leben
Olivier Mannoni arbeitet seit 1978 als freier Journalist. Er schrieb Literaturkritiken für Libération, „L’Événement du jeudi“ und „Le magazine littéraire“. Er war zwischen 1992 und 1999 Literaturkritiker bei La Quinzaine littéraire.
Mannoni ist Übersetzer von Belletristik und philosophischen und soziologischen Texten aus dem Deutschen ins Französische, er hat bis 2018 circa 200 Übersetzungen erarbeitet.
Mannoni verfasste Biographien von Günter Grass und Manès Sperber und gab bei Éditions Odile Jacob eine Werkausgabe Sperbers heraus.
Unter anderem übersetzte Mannoni drei Texte von Sigmund Freud und eine von Max Eitingon besorgte Briefauswahl Freuds, philosophische Werke von Hans Blumenberg, Helmuth Plessner, Odo Marquard und Peter Sloterdijk, soziologische Texte von Harald Welzer, Wolfgang Sofsky, geschichtswissenschaftliche von Joachim Fest, Wilfried Nippel, Peter Reichel  und die Untersuchung von Ralf Ogorreck über die Einsatzgruppen der Sicherheitspolizei und des SD. Zu den von ihm übersetzten belletristischen Autoren gehören neben Martin Suter, insbesondere die Schriftsteller Peter Berling, Maxim Biller, Sherko Fatah, Milena Michiko Flasar, Wolfram Fleischhauer, Thomas Glavinic, Gaby Hauptmann, Jörg Kastner, Ludwig Laher, Bernhard Schlink und Uwe Tellkamp.
Von 2007 bis 2012 war Mannoni Vorsitzender der Association des Traducteurs Littéraires de France (ATLF). Seit 2012 leitet er am Centre national du livre ein Übersetzerseminar.
Im Jahr 2018 erhielt Mannoni für seine Übertragungen aus dem Deutschen den in Sulzbach/Saar ausgelobten Eugen-Helmlé-Übersetzerpreis. Als sein Spezialgebiet gilt die NS-Zeit, er übersetzte etwa fünfzig historische Darstellungen zu Themen wie Antisemitismus und Organisation der Konzentrationslager ins Französische.
Im Jahr 2021 legte Mannoni zusammen mit weiteren Übersetzern unter dem Titel Historiciser le mal, une édition critique de Mein Kampf (Das Böse geschichtlich betrachten, eine kritische Ausgabe von Mein Kampf) eine Neuübersetzung von Hitlers „Mein Kampf“ in die französische Sprache vor, deren Ziel es sei, „dem plumpen und langweiligen Buch seinen Nimbus zu nehmen“. „Die französische Fassung sollte genauso rüberkommen wie das Original: beschwerlich und unlesbar. Ich hatte also die Erlaubnis, genauso schlecht zu schreiben wie Hitler, was ein Übersetzer natürlich nie macht. „Mein Kampf“ ist unlesbar, ein entsetzliches Buch, das grob dahingepfuscht wurde: schlecht gedacht, schlecht konzipiert, schlecht geschrieben. Die Sprache ist konfus, überfrachtet und voller Syllogismen. Beim Übersetzen muss man in die Tiefe gehen, und da merkt man, wie ein Text gebaut ist, und auch, dass man es in diesem Fall mit einem extrem schwammigen Denken zu tun hat“.

## Werke (Auswahl)
- Un écrivain à abattre : l'Allemagne contre Günter Grass. Ramsay, Paris 1996, ISBN 2-84114-218-3.
- Günter Grass : l'honneur d'un homme. Bayard, Paris 2000, ISBN 2-227-13764-9.
- Manès Sperber : l'espoir tragique. Vorwort Jean Blot. A. Michel, Paris 2004
- Traduire Hitler. Éditions Héloïse d’Ormesson, Paris 2022 (126 S.), Essay.[4]
  - Hitler übersetzen. HarperCollins, Hamburg 2025, ISBN 978-3-365-00815-7.

Übersetzungen
- Franzobel: À ce point de folie. D'après l'histoire du naufrage de La Méduse. Flammarion, Paris 2018 (Über Méduse)
- Florent Brayard, Andreas Wirsching: Historiciser le mal, une édition critique de Mein Kampf. Fayard, Paris 2021